# Projekt 651
Das Projekt 651, von der NATO als Juliett-Klasse bezeichnet, ist eine für die sowjetische Marine gebaute Klasse von Dieselelektrischen Unterseebooten. Sie wurden in den 1960er-Jahren in Dienst gestellt und blieben bis Anfang der 1990er-Jahre aktiv. Die Primärbewaffnung bestand aus Seezielflugkörpern.

## Geschichte

### Entwicklung
Die Entwicklung der U-Boot-Klasse wurde 1956 in Auftrag gegeben. Sie wurde parallel zu den Booten des Projekts 659 entwickelt, die allerdings nuklear angetrieben wurden. Der Grund für den Bau von zwei U-Boot-Klassen mit gleichem Aufgabenspektrum im gleichen Zeitraum ist, dass nur zwei Werften in der Sowjetunion fähig waren, Atom-U-Boote zu bauen. Eine diesel-elektrisch betriebene U-Boot-Klasse wie Projekt 651 war eine Möglichkeit, in kurzer Zeit eine größere Stückzahl von U-Booten mit moderner Marschflugkörperbewaffnung in die Flotte zu integrieren, ohne die Kapazitäten der Spezialwerften für Atom-U-Boote weiter zu belasten.
Die technischen Anforderungen für Projekt 651 wurden im Januar 1957 beschlossen und die Planungen waren durch das „Rubin“-Entwicklungsbüro bis Ende 1959 abgeschlossen. Die Klasse lehnt sich in vielen Aspekten an Projekt 641 („Foxtrott-Klasse“) an, die ab 1957 auf sowjetischen Werften gebaut wurde. Um den Einbau von Startvorrichtungen für Marschflugkörper zu erlauben, musste Projekt 651 allerdings im Vergleich deutlich verbreitert werden.
Zunächst waren bis zu 72 Einheiten dieses Typs geplant. Vier sollten der Nordflotte, je sieben der Mittelmeer-, Schwarzmeer- und Baltischen- und der Rest der Pazifikflotte zugeteilt werden. 1962 wurde die Reduzierung auf die dann auch tatsächlich gebauten 16 Einheiten beschlossen, um die knappen Ressourcen auf den Bau von Atom-U-Booten konzentrieren zu können.

### Einsatzprofil
Die Boote der Klasse sollten zunächst mit ihren für den Angriff auf Landziele ausgelegten Marschflugkörpern eine Bedrohung für US-amerikanische Städte an der Ostküste bilden. Nachdem aber genügend SSBN-Boote des Projekts 667A mit Interkontinentalraketen für diese Aufgabe zur Verfügung standen, ersetzte man die Marschflugkörper durch Seezielflugkörper zur Bekämpfung von Überwasserschiffen, insbesondere von Schiffen in US-Trägerkampfgruppen.

## Technik

### Rumpf

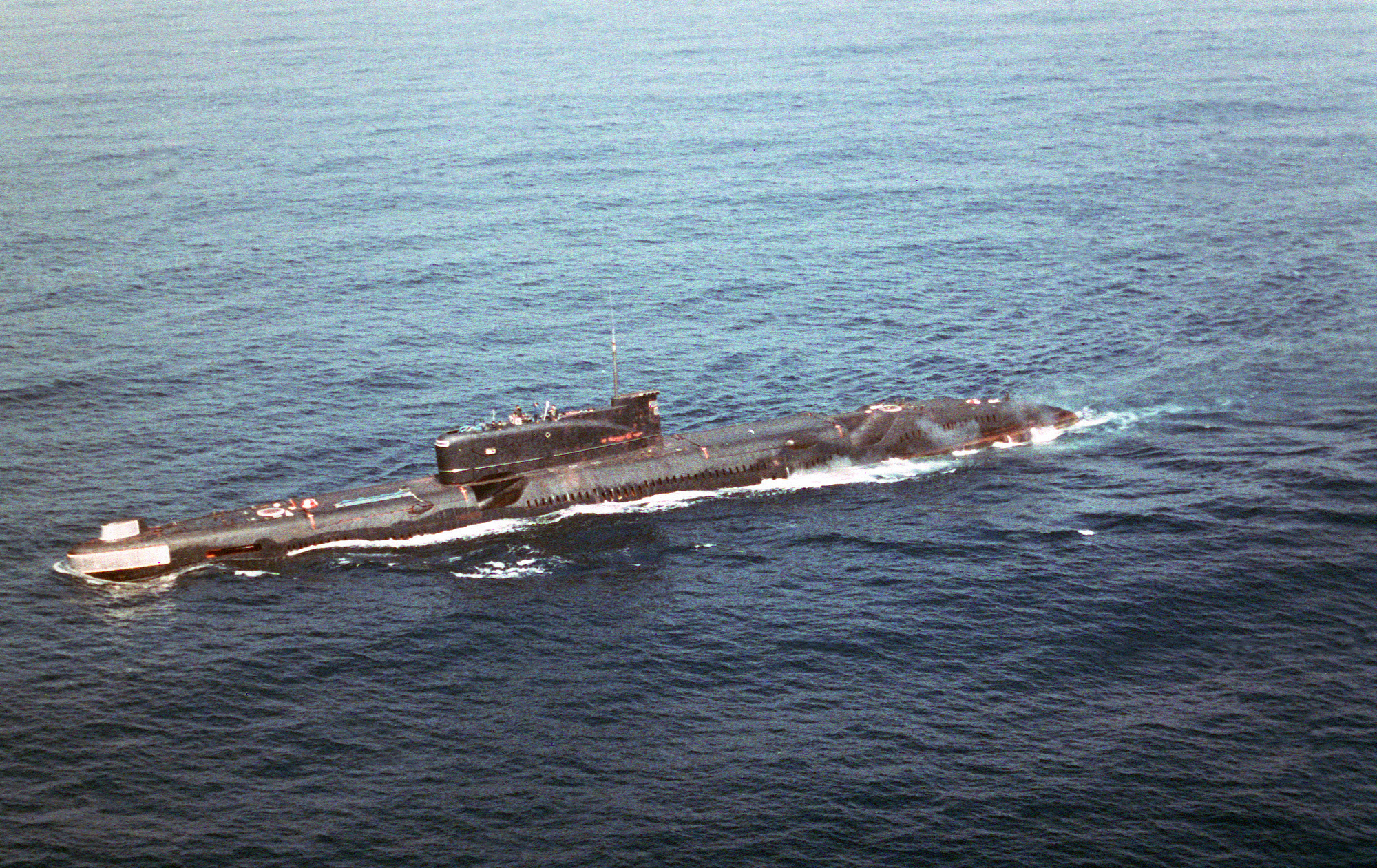
Aufnahme der US Navy aus dem Jahr 1988

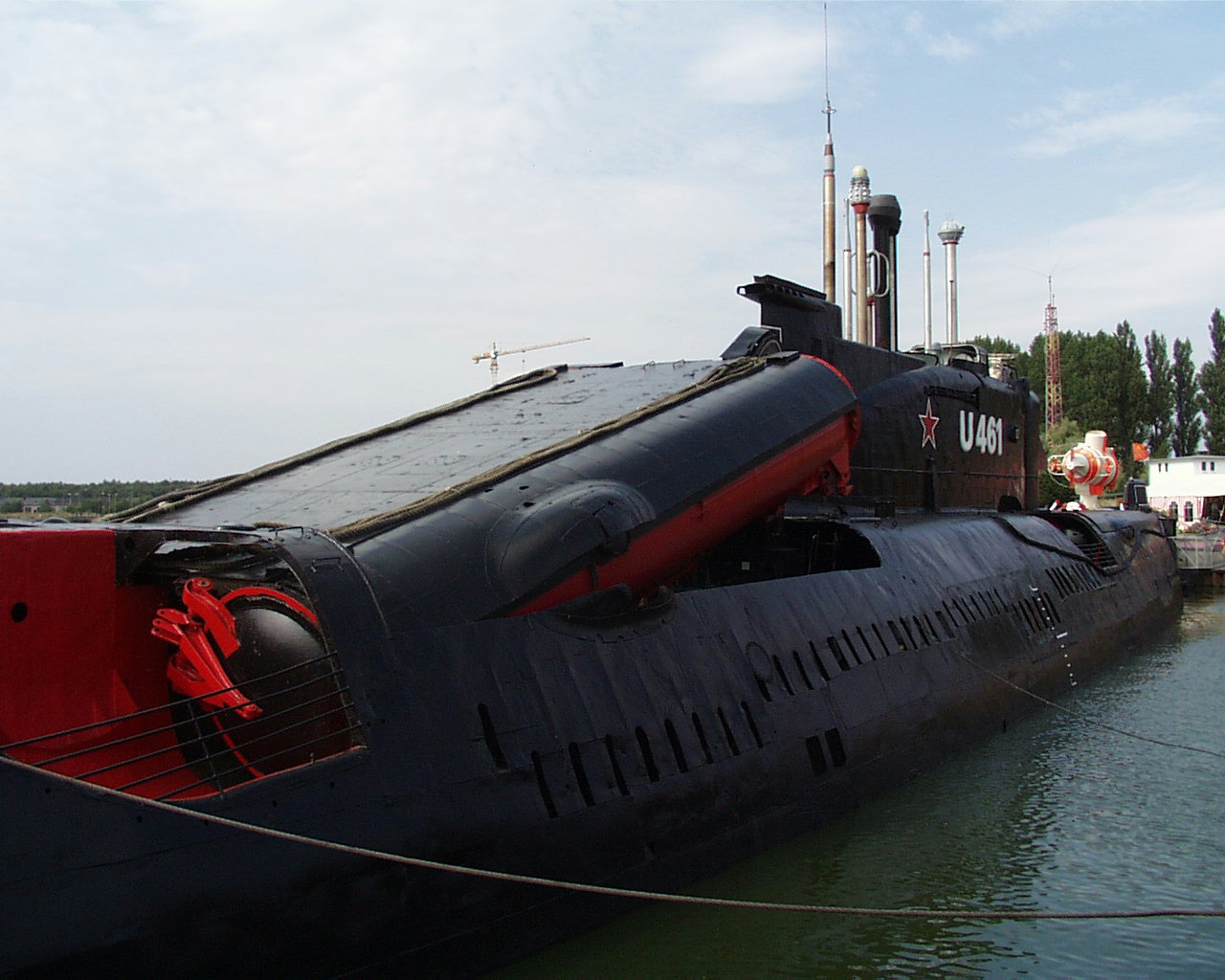
K-24, umbenannt in U461 im Maritim Museum Peenemünde

Die Konstruktion der Boote entsprach sowjetischem Standard im U-Boot-Bau: Eine Außenhülle, die einen doppelwandigen Druckkörper beherbergte, in dem die Schiffssysteme und Besatzung untergebracht waren.
Der Rumpf der ersten beiden Boote K-156 und K-85 bestand zur Signalreduzierung aus schwach magnetischem 45G17YUZ-Spezialstahl, eine Neuerung im sowjetischen U-Bootbau. Die Schwierigkeiten, die bei der Verarbeitung dieses Stahls auftraten, sorgten jedoch dafür, dass bei den übrigen Booten wieder herkömmlicher Stahl verwendet wurde. Die so erreichte Festigkeit der Druckkörper erlaubte eine maximale Tauchtiefe von 300 m; die Zerstörungstiefe, bei der das Material mit Sicherheit spätestens versagte, wird auf 600 m geschätzt.
Insgesamt vierzehn Ballasttanks wurden verbaut, um die Trimmung der Boote regeln zu können. Zwei dieser Tanks waren allein für den Fall vorgesehen, dass einer der Raketenbehälter undicht wurde und die so veränderte Lastigkeit schnell ausgeglichen werden musste. Im Druckkörper befanden sich fünf Treibstofftanks für Diesel, sechs weitere waren zwischen Außenhülle und Druckkörper verbaut. Insgesamt konnten in diesen Tanks rund 670 Tonnen Treibstoff mitgeführt werden. Weiterhin waren 44 Tonnen Frischwasser und 17,4 Tonnen Nahrungsmittel für bis zu 90 Tage an Bord. Die maximale Dauer eines durchgängigen Tauchgangs betrug 33 Tage.
Das Innere der Druckkörper dieser Zweihüllenboote unterteilte sich in acht Abteilungen, die durch wasserdicht verschließbare Querschotten voneinander getrennt waren, vom Bug zum Heck:
1. Der Bugraum mit den sechs Torpedorohren, Abschusskontrollen, Ausstiegsluke, Raum für zusätzliche Schlafgelegenheiten
2. Unterkünfte, Messe, Akkumulatorzellen im unteren Deck
3. Kontrollräume und technische Anlagen für Marschflugkörperstart und Flugfernsteuerung, Kommandantenraum, Raum des ersten Offiziers, Akkumulatorzellen im unteren Deck
4. Zentrale und Zugang zum Turm
5. Kombüse, Duschraum, die unteren beiden Decks beinhalten Akkumulatorzellen
6. Diesel-Maschinenraum
7. E-Maschinenraum, Klimaanlage
8. Heckraum mit vier Torpedorohren und Unterkünften, Abschusskontrollen, Ausstiegsluke
Die Hülle von zehn Booten der Klasse war mit einer Auflage aus 5 cm dicken Hartgummiplatten bedeckt, welche die Geräusche aus den Booten dämpfen und die Signale von gegnerischen Sonarimpulsen absorbieren sollten. Die ersten sechs Boote der Klasse erhielten keine Auflage dieses Typs, da sie zum Zeitpunkt ihres Baus noch nicht verfügbar war.

### Antrieb
Die Angaben zur Leistung der zwei 6.000 PS (4.413 kW) bei 500 Umdrehungen pro Minute leistenden PG-141-Elektromotoren schwanken. Mit den ab Werft verbauten Bleiakkumulatoren konnten 14,5 Knoten während der Unterwasserfahrt erreicht werden. Sie speicherten genug Energie für 27 sm bei 17 kn Geschwindigkeit. Die Maximalleistung dieser Akkumulatoren lag bei 9.000  Ampere für eine Stunde. In drei Booten standen aber leistungsstärkere Silber-Zink-Akkumulatoren zur Verfügung, die ursprünglich die gesamte Klasse hatte erhalten sollen. Mit ihnen konnten für einen kurzen Zeitraum 18,1 Knoten erreicht werden. Die Maximalleistung dieser Akkumulatoren lag bei 14.000  Ampere für anderthalb Stunden. Vier Batteriesätze mit je 152 Silber-Zink-Akkumulatorzellen befanden sich an Bord, bei den Blei-Akkumulatoren waren es 112 Zellen pro Satz.
Für die Schleichfahrt wirkten zwei PG-140-Motoren mit je 200 PS (147 kW) bei 155 Umdrehungen pro Minute auf die beiden Schrauben. Die Boote erreichten so jedoch lediglich 2,8 Knoten. Bei dieser Geschwindigkeit wurde ein maximaler Fahrbereich von 810 sm erreicht.
Im Seeeinsatz wurde hauptsächlich mit Schnorchel gefahren. Dafür lief das Boot in etwa acht Metern Tiefe, damit die beiden Dieselaggregate den notwendigen Sauerstoff über die Schnorchelanlage beziehen konnten. Diese Schiffsdieselmotoren vom Typ 1D43 leisteten 4.000 PS (2.942 kW) bei 440 Umdrehungen.
Der Fahrbereich betrug mit den Dieseln bei einem Treibstoffvorrat von maximal 670 t 18.000 sm bei 7 Knoten Fahrt. Da der Antrieb dieselelektrisch erfolgte, betrieben die Dieselmotoren die Wellen nicht direkt, sondern lieferten nur die notwendige Energie für den Betrieb der Elektromotoren.

### Bewaffnung

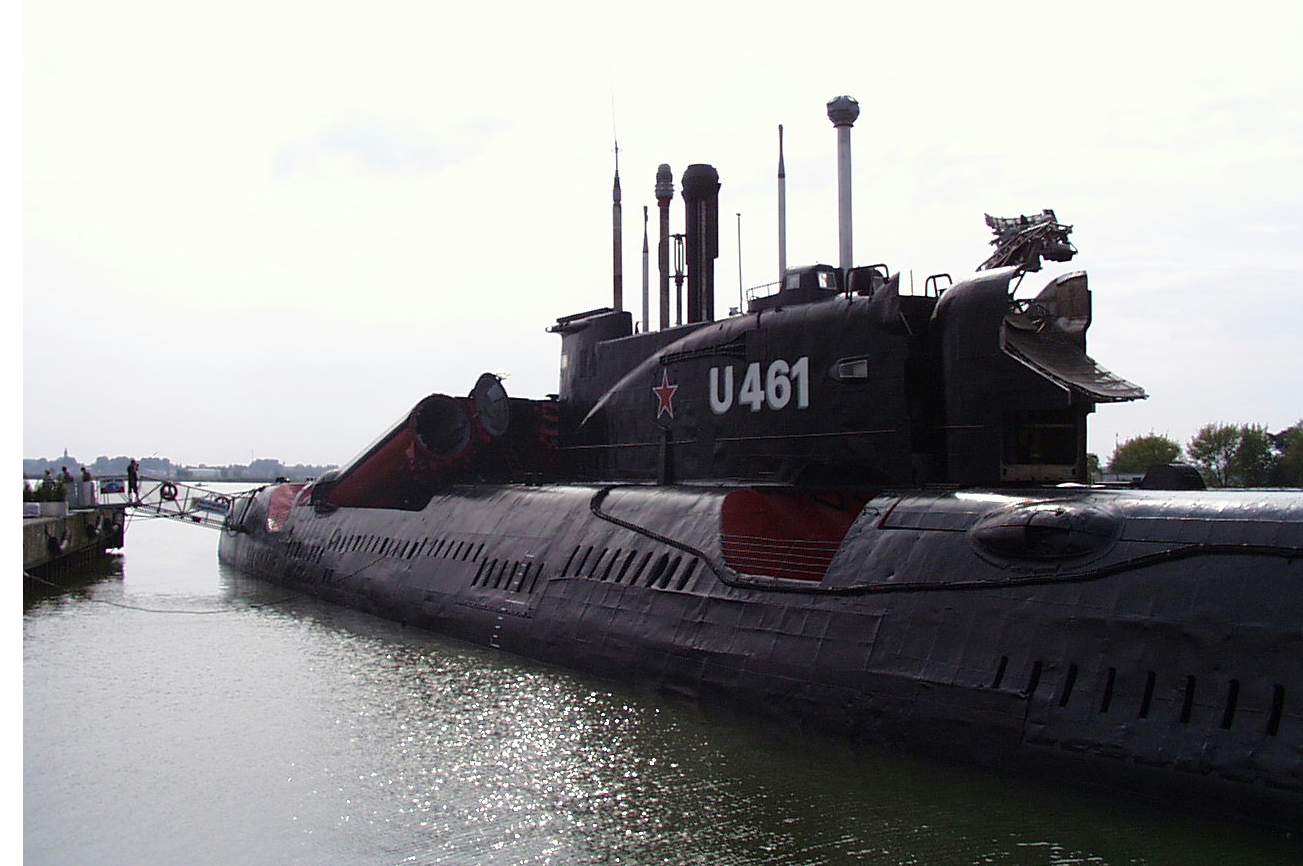
Hintere Fk-Rampen und Feuerleitanlage am vorderen Ende des Turmes in Gefechtstellung

#### Flugkörper
Zu Beginn waren alle 651-Boote mit den Seezielflugkörpern vom Typ P-6 (SS-N-3A Shaddock) bewaffnet. Diese hatten bei einer Fluggeschwindigkeit von rund Mach 1,3 eine maximale Reichweite von rund 380 km. Die Flugkörper konnten mit einem Hohlladungsgefechtskopf mit 930 kg Gewicht oder ein Nukleargefechtskopf mit einer Sprengleistung von 20 kT bestückt werden.
In den ersten paar Dienstjahren konnten die Boote auch mit dem P-5-Marschflugkörper (SS-N-3C Shaddock) zum Angriff auf Küstenziele beladen werden. Dieser konnte einen 650-kT-Nuklearsprengkopf mit rund Mach 1 auf eine Distanz von 650 km weit ins Ziel bringen. Allerdings konnten immer nur Flugkörper des gleichen Typs in die vier Container eines Bootes transportiert werden.
Anfang der 1980er-Jahre wurden die U-Boote mit dem Seezielflugkörper P-500 Basalt (SS-N-12 Sandbox mod 1) ausgerüstet. Dieser hatten bei einer Fluggeschwindigkeit von rund Mach 2,5 eine maximale Reichweite von rund 550 km. Die Flugkörper konnten mit einem panzerbrechenden Gefechtskopf mit 1000 kg Gewicht oder einem Nukleargefechtskopf mit 350 kT bestückt werden.
Die Flugkörper befanden sich in je zwei vor und hinter dem Turmaufbau befindlichen Startbehältern. Die Waffen konnten in Salven oder einzeln, in zehnsekündigen Intervallen voneinander getrennt, gestartet werden. Bei Salven wurden die Flugkörper 1 und 4 oder die Flugkörper 2 und 3 gemeinsam gestartet, um eine Beschädigung der jeweils angrenzenden Flugkörper beim Start zu verhindern und eine ausgeglichene Gewichtsverteilung zwischen Back- und Steuerbord zu erreichen. Zum Start eines Flugkörpers musste der Container mit dieser Waffe um etwa 15° nach oben ausgefahren werden. Der Ladeprozess für die Flugkörper funktionierte ähnlich: Der zu beladende Startcontainer wurde ausgefahren, die Rakete wurde an Land auf einem Tieflader geliefert und an einen Kran gehängt. Mit Führungsleinen dirigierten Besatzungsmitglieder die Rakete vor den Container, wo sie dann langsam abgelassen wurde. Die Ladeschwinge wurde am Raketencontainer befestigt und der Flugkörper in sein Startrohr geschoben. Als kritisch beschreibt Maxim Wolnow den folgenden Anschluss des Flugkörpers an das Bordnetz. Das Verbinden der 24-Volt-Leitung, welche die Hilfstriebwerke der Waffe mit dem Strom für ihre Zündung versorgten, musste per Hand erfolgen. Da dabei eine Stromspitze auftreten und ein Triebwerk zünden konnte, wurden die verheirateten Besatzungsmitglieder vor dieser Prozedur weggeschickt und nur das unbedingt notwendige Personal nahm diesen letzten Arbeitsschritt vor.
Die Feuerleitung erfolgte durch die Flugkörper-Feuerleitanlage „Argument“ (NATO-Kennung: „Front Door“ bzw. „Front Piece“) am vorderen Bereich des Turmes. Im Einsatz wurde die Anlage um 180° in Gefechtsstellung gedreht. Nach dem Auftauchen wurde die Feuerbereitschaft in drei bis fünf Minuten hergestellt. Danach sollte das U-Boot sollte in kurzer Folge eine Salve von vier P-6-Flugkörpern abfeuern. Die Flugkörper konnten nur aufgetaucht bei langsamer Fahrt gestartet werden. Während der ersten Flugphase bestand eine Datenlink-Verbindung zwischen dem U-Boot und den Flugkörpern. Damit konnten Operateure an Bord des Bootes den Flugkörpern Ziele zuweisen, so das diese danach ihre Ziele selbstständig angreifen konnten. Dabei musste das Boot, bis es den vier P-6-Lenkflugkörpern die Ziele zugewiesen hatte, an der Meeresoberfläche bleiben. Dies konnte bei der maximalen Schussdistanz bis zu 20 Minuten dauern, was das U-Boot in dieser Zeit sehr verwundbar machte.
Um die P-6 gegen Ziele jenseits des Radarhorizontes starten zu können, wurde für die sowjetische Marine das „Uspech“-System entwickelt. Mit diesem konnten die Seefernaufklärer Tu-16R „Badger-E“ und Tu-95R „Bear-D“ sowie später der Hubschrauber Ka-25Ts „Hormone-B“ über das Kobalt-Datenlink, Zielinformationen an das U-Boot senden.

#### Torpedos
Zur Selbstverteidigung besaßen die Boote sechs Bugtorpedorohre für 533-mm-Torpedos gegen Überwasserschiffe und vier Hecktorpedorohre für 400-mm-Torpedos zur U-Boot-Abwehr. Die 533-mm-Torpedos waren nur bis zu einer Tauchtiefe der Boote von etwa 100 Metern einsetzbar, während die 400-mm-Torpedos auch noch bis in Tiefen von bis zu 250 Metern ausgestoßen werden konnten. Es konnten verschiedene Typen von 533-mm-Waffen eingesetzt werden, darunter die Typen 53-56, 53-57, 53-58 und der akustische SET-53-Torpedo, der selbstständig nach einer Geräuschquelle suchte und ihr folgte, bis entweder sein Abstandszünder die Explosion des Sprengkopfes auslöste oder sein Treibstoff verbraucht war. Zur U-Boot-Abwehr wurden die 400-mm-Modelle MGT-1 und MGT-2 verwendet, die auf dem SET-40 basierten und mit Aktivsonar selbstständig nach Zielen suchen konnten. Auch Täuschkörper vom Typ „Anabar“ konnten über die 406-mm-Rohre verschossen werden.
Da der Angriff auf Überwasserschiffe mit Torpedos keine Priorität hatte, waren die Boote zunächst auch nur mit einem Munitionsvorrat von sechs 533-mm-Torpedos in den Rohren ausgerüstet, während insgesamt zwölf 400-mm-Torpedos zur U-Bootabwehr an Bord waren. Erst die letzten sechs Boote, die in Gorki gebaut wurden, erhielten in der zweiten Abteilung hinter dem Torpedoraum zusätzlichen Lagerraum für vier weitere 533-mm-Reservetorpedos, indem man Kojen in der Abteilung so konstruierte, dass sie weggeklappt werden konnten, um an ihrer Stelle Haltevorrichtungen für die Torpedos unterzubringen.
Das Aufmunitionieren der Torpedos erfolgte durch die Torpedorohre. Das aufwändige Verfahren machte das Fluten der vorderen oder hinteren Ballasttanks nötig, um so die Öffnungen der Rohre auf der jeweils gegenüberliegenden Seite bis über die Wasseroberfläche zu heben.

### Elektronik
Der Hauptsensor zur Suche nach Unterwasserkontakten war ein „Arktika-M“-Sonar. Der Sensor des Systems war unterhalb der Bugtorpedorohre montiert. Hinzu kam ein Mittelfrequenztorpedokontrollsonar „Leningrad 651“ und ein System zur Unterwassertelefonie.
In der vorderen Turmhälfte war das Fk-Feuerleitradar „Front Door“ montiert. Im Turm selbst waren verschiedene ausfahrbare Masten montiert, darunter ein „Snoop Slab“-Oberflächensuchradar und ein „Stop Light“-Sensor für elektronische Unterstützungsmaßnahmen.

## Varianten

### Projekt 651K
Projekt 651K war die Kennung eines Prototyps, bei dem ein fortschrittliches Gefechtsinformationssystem auf dem Boot K-81 installiert wurde. Die Arbeiten wurden 1972 bis 1973 in Sewerodwinsk durchgeführt. Am Turm wurde eine leistungsstarke Antenne installiert, die Daten von befreundeten Satelliten empfangen konnte, so dass K-81 mit seinen Flugkörpern auch Ziele angreifen konnte, die sich außerhalb der Reichweite seiner eigenen Radarsensoren befanden. Die Ausrüstung mit diesem System entsprach den Neuerungen, die man schon ab 1968 auf den nuklear betriebenen Booten des Projekts 675 umgesetzt hatte.

### Projekt 651E
Projekt 651E ist die Bezeichnung eines Erprobungsmusters, bei der man untersuchte, ob Projekt 651 im Kriegsfall mit einem Atomreaktor ausgerüstet werden könnte. 1977 bis 1985 wurde zu diesem Zweck das Boot B-68 in Gorki mit einem WAU-6-Hilfsreaktor ausgerüstet. Die Reaktoreinheit wurde in einem horizontal liegenden zylindrischen Container unter dem Heck des Druckkörpers montiert. Sie leistete rund 600 kW und die Wasserverdrängung stieg um etwa 100 Tonnen. Nach der Erprobung des Prototyps im Nordmeer verfolgte man das Umbauprojekt nicht weiter und B-68 wurde schließlich verschrottet.

## U-Boote des Projekts 651
Von den 16 Booten waren neun der Nordflotte zugeteilt und unternahmen dort Übungs- und Patrouillenfahrten mit scharfen Waffen im Nordatlantik. Vier Boote wurden in den Pazifik verlegt, der Rest verteilte sich auf die anderen Einsatzräume.
Zu Beginn der 1980er-Jahre wurden die U-Boote das erste Mal außer Dienst gestellt. Nach der Reaktivierung 1985 gingen die Boote bis 1988 in Reserve. Die endgültige Außerdienststellung erfolgte in der ersten Hälfte der 1990er-Jahre.
So ging B-124 (ex-K-24) 1991 außer Dienst, wurde 1994 verkauft und liegt heute in Peenemünde als Museumsschiff. K-77 wurde ebenfalls demilitarisiert und verkauft, war bis April 2007 in Providence, Rhode Island für Besucher zugänglich und sank dann nach einem Sturm.
Der Werdegang der einzelnen Boote lässt sich auf Grund von widersprüchlichen Informationen nur schwer belegen. So wurde K-77 als K-81 verkauft und von den Betreibern beworben. Erst Dokumentenfunde bei der Herrichtung des Inneren bewiesen die wahre Identität.
| Bezeichnung                    | Werftnummer | Kiellegung | Stapellauf | Indienststellung | Werdegang                                                                                                  |
| ------------------------------ | ----------- | ---------- | ---------- | ---------------- | --- |
| K-24 (seit 1987: B-124)        | 511         | 15.10.1961 | 15.12.1962 | 31.10.1965       | Nordflotte, ab 1987 Baltik-Flotte, verkauft 1994, heute Museumsschiff in Peenemünde                        |
| K-58 (B-58)                    | 521         | 15.07.1963 | 12.02.1966 | 23.09.1966       | Nordflotte, 1990 außer Dienst, 1992 am Liegeplatz bei Murmansk gesunken                                    |
| K-63 (B-63)                    | 513         | 25.04.1962 | 26.07.1963 | 12.06.1966       | Nordflotte, ab 1987 Baltikflotte, verschrottet 1991                                                        |
| K-67 (B-67)                    | 524         | 31.01.1965 | 29.10.1966 | 30.09.1967       | Schwarzmeerflotte, verschrottet 1994                                                                       |
| K-68 (B-68)                    | 512         | 25.01.1962 | 30.04.1963 | 28.12.1965       | Nordflotte, Baltikflotte, ab 1979–1985 Projekt 651E, 1986 Nordflotte, 1992 außer Dienst, 2005 verschrottet |
| K-70 (seit 1987: B-70/B-270)   | 514         | 25.08.1962 | 06.02.1964 | 31.12.1964       | Pazifikflotte, verschrottet 1991                                                                           |
| K-73 (B-73)                    | 523         | 01.08.1964 | 31.05.1966 | 15.12.1966       | Pazifikflotte, verschrottet 1991                                                                           |
| K-77 (B-77)                    | 515         | 31.01.1963 | 11.03.1965 | 31.10.1965       | Nordflotte, ab 1987 Baltikflotte, 1994 verkauft, heute Museumsschiff in den USA, 2007 gesunken             |
| K-78 (seit 1987: B-78 / B-478) | 525         | 25.07.1965 | 30.03.1967 | 01.11.1967       | Nordflotte, ab 1987 Baltikflotte, 1991 außer Dienst, 1992 im Hafen von Liepāja gesunken, 1994 verschrottet |
| K-81 (B-81)                    | 522         | 20.11.1963 | 07.08.1964 | 14.12.1965       | Nordflotte, ab 1981 Baltikflotte, 1991 außer Dienst, 1992 im Hafen von Liepāja gesunken, 1994 verschrottet |
| K-85 (B-85)                    | 553         | 26.10.1961 | 31.01.1964 | 30.12.1964       | Nordflotte, ab 1987 Baltikflotte, verschrottet 1988                                                        |
| K-120 (B-120)                  | 534         | 25.03.1967 | 11.07.1968 | 26.12.1968       | Pazifikflotte, verschrottet 1991                                                                           |
| K-156 (seit 1987: B-156)       | 552         | 16.11.1960 | 31.07.1962 | 10.12.1963       | Nordflotte, ab 1987 Baltikflotte, verschrottet 1988                                                        |
| K-203 (B-203)                  | 531         | 25.12.1965 | 30.06.1967 | 02.12.1967       | Nordflotte, ab 1987 Baltikflotte, verschrottet 1994                                                        |
| K-304 (B-304)                  | 532         | 06.08.1965 | 24.11.1967 | 21.06.1968       | Nordflotte, ab 1987 Baltikflotte, verschrottet 1994                                                        |
| K-318 (B-318)                  | 533         | 29.03.1966 | 28.03.1968 | 29.09.1968       | Schwarzmeerflotte, verschrottet 1994                                                                       |